# Łogdowo
Ogdowo [wɔɡˈdɔvɔ] (tiếng Đức: Logdau) là một ngôi làng thuộc khu hành chính của Gmina Dąbrówno, thuộc huyện Ostródzki, Warmińsko-Mazurskie, ở miền bắc Ba Lan. Nó cách Ostróda  khoảng 29 kilômét (18 mi)   về phía đông nam của và cách thủ đô khu vực Olsztyn 43 km (27 mi) về phía tây nam.
Ogdowo nằm gần địa điểm của Trận Grunwald (1410).